# Zentai

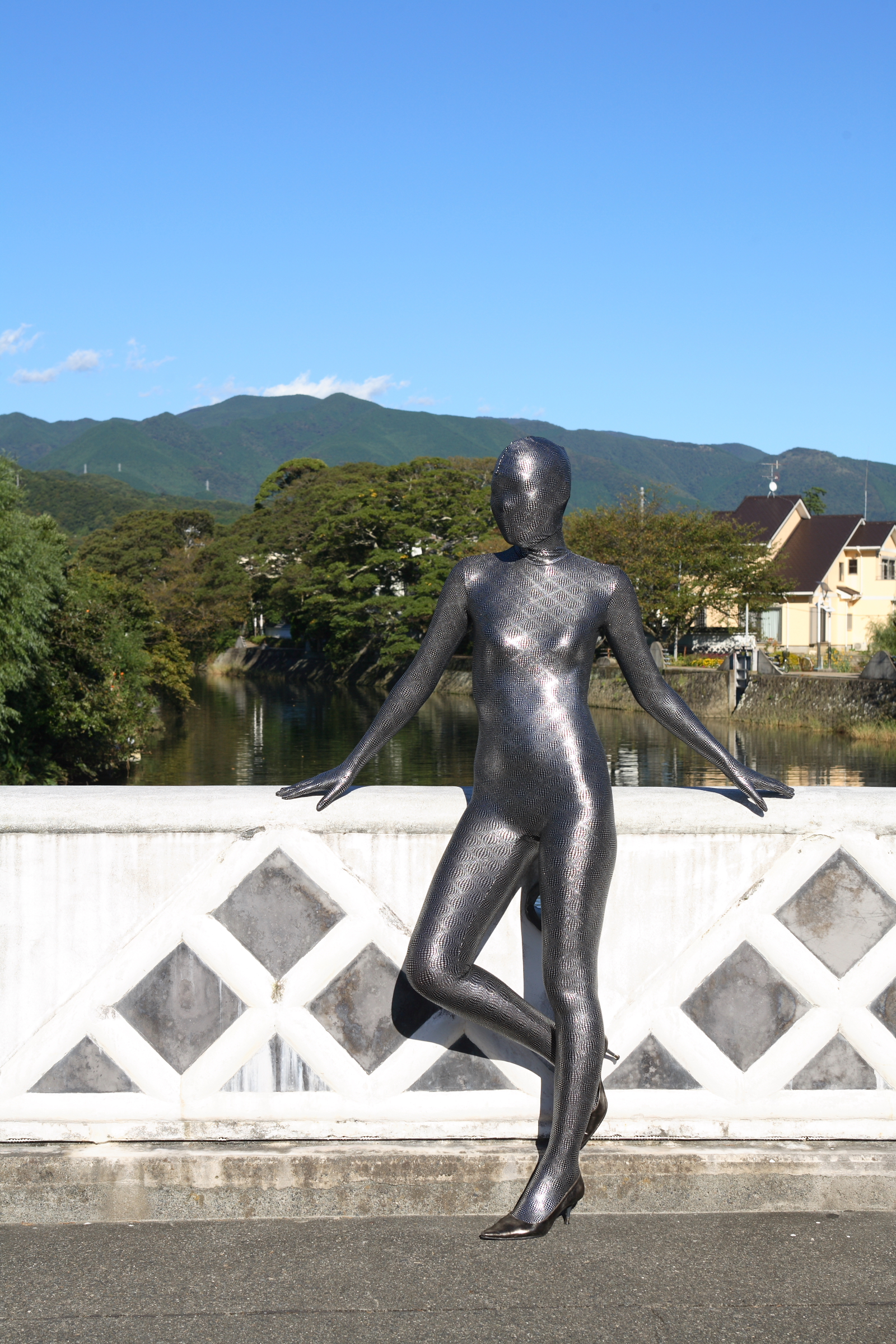
Un traje de cuerpo entero zentai hecho de nylon-lycra.

Los ropajes apretados que cubren el cuerpo entero se llaman comúnmente Zentai (del japonés ゼンタイ). Esto es una contracción de zenshin taitsu (全身タイツ) ("ropa ajustada de cuerpo entero") o una traducción directa de "cuerpo entero" (全体 zentai). El traje zentai generalmente está hecho de nilón o spandex, pero también se pueden emplear otros materiales como algodón y lana.
Tales trajes fueron primeramente desarrollados para el uso en la danza moderna, pero ahora son utilizados en las artes para disminuir la presencia de un actor en una escena. De hecho, en el arte tradicional japonés de títeres llamado bunraku los artistas aprendices llevan prendas de vestir negras de cuerpo entero contra un fondo negro para producir el mismo efecto. Los artistas lo utilizan como un medio para acentuar el cuerpo, utilizando a veces patrones vibrantes. Esta técnica convierte al actor en un ser anónimo, y la representación el mismo cuerpo pasa a ser el foco de atención. 
En las mayores ciudades del mundo (pero especialmente en Japón), las vestimentas zentai llegan a ser una escena cada vez más común como uso recreativo tanto para hombres como para mujeres en una gran variedad de acontecimientos que recorren de convenciones a clubes de danza, aumentando aún más la popularidad de esta subcultura.
Los trajes de algodón de tono carne a menudo son utilizados por cosplayers para proporcionar una capa apreciable que se parezca a la piel del personaje animado. Cuándo tal zentai se lleva bajo máscaras pintadas para parecerse a una personaje animado, el efecto total se llama kigurumi. El animegao es una variante en esto. 
En los efectos especiales de las películas y la televisión, los trajes zentai de color sólido se emplean a veces para el chroma-key o para eliminar digitalmente al actor de una escena. 
Los trajes encuentran también un utilidad como instrumento para la meditación. Puede proporcionar un medio para el conocimiento del cuerpo, un foco para la meditación por medio de los sentidos teniendo en cuenta la privación sensorial o el aumento sensorial, así como una barrera simbólica entre el ser y el mundo. Permite también al usuario experimentar un sentido de desnudez sin la exposición de este a un desnudo real, especialmente cuando uno medita afuera. 
En otros usos, múltiples organizaciones, incluyendo a la NASA, han experimentado con un traje espacial ceñido para reemplazar los diseños actuales de aire presurizado (con un casco transparente de cúpula en vez de una capucha suave de tela). Este diseño es denominado tentativamente un traje de actividad espacial (space activity suit).